# Josef Poláček (afrikanista)
Josef Poláček (29. ledna 1931 Starý Plzenec – 10. února 2012 Praha) byl český afrikanista.
Po absolvování gymnázia v Plzni a úspěšném složení maturitní zkoušky vystudoval filozofickou fakultu Univerzity Karlovy a v roce 1955 získal titul promovaný historik. V roce 1970 získal vědecký titul kandidát historických věd. Ten získal na základě obhajoby kandidátské disertace na Institutu Afriky Akademie věd SSSR v Moskvě. O šest let později získal titul PhDr. na Filozofické fakultě Univerzity Karlovy.
Po studiích pracoval po dobu pěti let v Ústřední vojenské knihovně MNO v Praze. Od roku 1960 působil v Ústřední škole ROH tamtéž a od roku 1963 v Ústavu mezinárodních vztahů (MZV). V roce 1975 přešel na katedru věd o zemích Afriky a Asie Filozofické fakulty Univerzity Karlovy. V roce 1991 odešel do důchodu, kde stále aktivně přispíval do odborných i neodborných periodik. Zemřel dne 10. února 2012 na následky plicní embolie.